# 日置市
日置市（日语：／ Hioki shi */?）是一個位於日本鹿兒島縣西部的城市。位處於薩摩半島的中西部，西部面向東海，並與鹿兒島市、薩摩川內市、市來串木野市，以及南薩摩市相鄰。日本三大砂丘之一位於海岸側的吹上濱。

## 人口
| 日置市人口分布圖 |                                               |  |
| 日置市與日本全國年齡別人口分布比較圖 （2005年資料） | 日置市的年齡、男女別人口分布圖 （2005年資料） |  |
| ■紫色是日置市 ■綠色是全国 | ■藍色是男性 ■紅色是女性                       |  |
| 日置市人口變化 \| 1970年 \| 54,656人 \| \| \| 1975年 \| 52,250人 \| \| \| 1980年 \| 52,022人 \| \| \| 1985年 \| 53,025人 \| \| \| 1990年 \| 52,675人 \| \| \| 1995年 \| 52,791人 \| \| \| 2000年 \| 53,391人 \| \| \| 2005年 \| 52,411人 \| \| \| 2010年 \| 50,822人 \| \| \| 2015年 \| 49,249人 \| \| \| 2020年 \| 47,153人 \| \| |                                               |  |
| 資料來源：日本總務省統計中心提供之人口普查數據 |                                               |  |
| 1970年 | 54,656人                                      |  |
| 1975年 | 52,250人                                      |  |
| 1980年 | 52,022人                                      |  |
| 1985年 | 53,025人                                      |  |
| 1990年 | 52,675人                                      |  |
| 1995年 | 52,791人                                      |  |
| 2000年 | 53,391人                                      |  |
| 2005年 | 52,411人                                      |  |
| 2010年 | 50,822人                                      |  |
| 2015年 | 49,249人                                      |  |
| 2020年 | 47,153人                                      |  |

## 歷史

### 年表
- 1889年4月1日：實施町村制，現在的轄區分別屬於日置郡中伊集院村、下伊集院村（日语：下伊集院村）、東市來村、日置村（日语：日置村 (鹿児島県)）、吉利村（日语：日吉町吉利）、永吉村（日语：吹上町永吉）、阿多郡伊作村
- 1897年4月1日：阿多郡被併入日置郡。
- 1922年4月1日：中伊集院村改制並改名為伊集院町（日语：伊集院町）。
- 1922年12月1日：伊作村改制為伊作町。
- 1937年4月1日：東市來村改制為東市來町（日语：東市来町）。
- 1955年4月1日：
  - 日置村和吉利村合併為日吉町（日语：日吉町 (鹿児島県)）。
  - 伊作町和永吉村合併為吹上町（日语：吹上町）。
- 1956年9月30日：下伊集院村被廢除，轄區分別被併入伊集院町、東市來町、日吉町和郡山村（日语：郡山町 (鹿児島県)）（現已被併入鹿兒島市）。
- 2005年5月1日：伊集院町、東市來町、日吉町和吹上町合併為日置市。[2]

| 1889年4月1日      | 1889年-1910年                | 1910年-1930年                     | 1930年-1950年                     | 1950年-1990年             | 1990年-現在               |
| ----------------- | ---------------------------- | --------------------------------- | --------------------------------- | ------------------------- | ------------------------- |
| 日置郡 東市來村   | 日置郡 東市來村              | 日置郡 東市來村                   | 1937年4月1日 改制為東市來町       | 東市來町                  | 2005年5月1日 合併為日置市 |
| 日置郡 下伊集院村 |                              |                                   |                                   | 東市來町                  | 2005年5月1日 合併為日置市 |
| 伊集院町          |                              |                                   |                                   |                           | 2005年5月1日 合併為日置市 |
| 日置郡 中伊集院村 | 日置郡 中伊集院村            | 1922年4月1日 改制並改名為伊集院町 | 1922年4月1日 改制並改名為伊集院町 |                           | 2005年5月1日 合併為日置市 |
| 日置郡 日置村     | 日置郡 日置村                | 日置郡 日置村                     | 日置郡 日置村                     | 1955年4月1日 合併為日吉町 | 2005年5月1日 合併為日置市 |
| 日置郡 吉利村     |                              |                                   |                                   | 1955年4月1日 合併為日吉町 | 2005年5月1日 合併為日置市 |
| 日置郡 永吉村     | 日置郡 永吉村                | 日置郡 永吉村                     | 日置郡 永吉村                     | 1955年4月1日 合併為吹上町 | 2005年5月1日 合併為日置市 |
| 阿多郡 喜伊作村   | 1896年3月29日 日置郡喜伊作村 | 1922年12月1日 改制為伊作町        | 1922年12月1日 改制為伊作町        | 1955年4月1日 合併為吹上町 | 2005年5月1日 合併為日置市 |

## 交通

### 鐵路
- 九州旅客鐵道
  - 鹿兒島本線：（←市來串木野市） - 湯之元車站 - 東市來車站 - 伊集院車站 - 鹿兒島市

### 道路
高速道路
- 南九州西回自動車道：（市來串木野市） - 美山交流道（日语：美山インターチェンジ） - 美山休息區（日语：美山パーキングエリア） - 美山本線收費站（日语：美山本線料金所） - 伊集院交流道（日语：伊集院インターチェンジ） - （鹿兒島市）

## 觀光資源

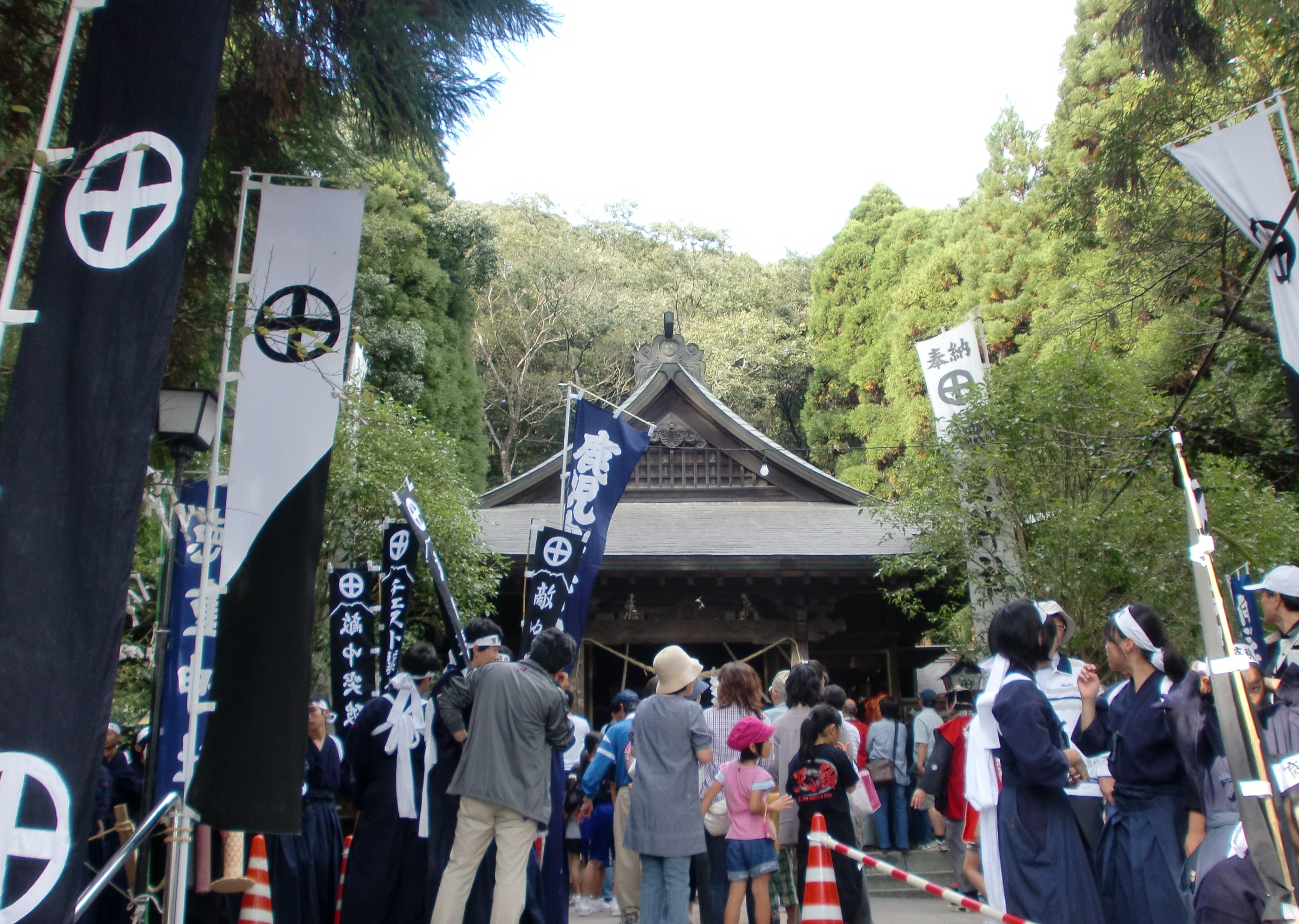
徳重神社

- 德重神社（日语：徳重神社）
- 吹上溫泉（日语：吹上温泉 (鹿児島県)）
- 湯之元溫泉（日语：湯之元温泉）
- 吹上濱（日语：吹上浜）（日本沙灘百選）
- 大汝牟遅神社（日语：大汝牟遅神社）
- 玉山神社（日语：玉山神社）

## 教育
高等學校
- 鹿兒島縣立伊集院高等學校（日语：鹿児島県立伊集院高等学校）
- 鹿兒島縣立吹上高等學校（日语：鹿児島県立吹上高等学校）
- 鹿兒島城西高等學校（日语：鹿児島城西高等学校）
- 鹿兒島育英館中學校及高等學校（日语：鹿児島育英館中学校・高等学校）

## 姊妹、友好都市

### 日本
- 關原町（岐阜縣不破郡）：伊集院町於1963年與其締結兄弟都市
- 弟子屈町（北海道川上郡）： 由東市來町締結

## 本地出身之名人
- 赤山靭負：幕末時期薩摩藩之家臣
- 東鄉茂德：太平洋戰爭日本開戰及結束戰爭時的外務大臣
- 野村直邦：東條英機內閣的海軍大臣
- 有馬正文：前日本海軍軍人
- 古垣鐵郎：前日本放送協會會長、前日本駐巴西大使
- 鵜狩道夫：前職業棒球選手
- 長渕剛：歌手、俳優
- 入船敏：田徑選手
- 中島美嘉：歌手、女演員
- 岩下敬輔：職業足球選手
- 增元留美子：遭北韓綁架被害人

## 外部網站
- （日語） 日置市商工會 （页面存档备份，存于）
- （日語） 國際沙雕慶典 in 江口濱 （页面存档备份，存于）